# طواف سويسرا 2001
طواف سويسرا 2001 (بالإنجليزية: 2001 Tour de Suisse)‏  هو سباق دراجات هوائية، وهو الموسم رقم 65 من السباق، وأقيم خلال الفترة 19 يونيو 2001، وحتى 28 يونيو 2001، وهو من نوع سباق المرحلة.
فاز فيه بالمركز الثاني جيلبرتو سيموني، وبالمركز الثالث فلاديمير بيل، والفائز في ترتيب التسلق  إريك تسابل، والفائز حسب ترتيب النقاط ديمتري كونيشيف.

## الفائزون
| الترتيب    | الفائز         |
| ---------- | -------------- |
| الثاني     | جيلبرتو سيموني |
| الثالث     | فلاديمير بيل   |
| حسب النقاط | إريك تسابل     |
| تسلق الجبل | ديمتري كونيشيف |